# Kubok Kontinenta
La Kubok Kontinenta (in russo: Кубок Кoнтинента, Kubok Kontinenta), meglio nota come Kontinental Cup, è il trofeo assegnato alla squadra vincitrice della stagione regolare della Kontinental Hockey League (KHL), e prende il suo nome da un concorso aperto dalla KHL e rivolto ai tifosi, liberi di scegliere il nome da assegnare al trofeo. La squadra vincitrice della stagione regolare è quella che ottiene il maggior numero di punti in classifica, pertanto il premio è analogo al Presidents' Trophy della National Hockey League. Il trofeo fu introdotto a partire dalla stagione 2009-2010, mentre nella stagione inaugurale la squadra vincente non ricevette alcuna coppa.

## Albo d'oro
| W | Squadra della Western Conference |
| E | Squadra della Eastern Conference |

| Stagione | Squadra | Squadra            | Gare | Punti | Risultato playoff                              |
| -------- | ------- | ------------------ | ---- | ----- | ---------------------------------------------- |
| 2009-10  | E       | Salavat Julaev     | 56   | 129   | Sconfitta in finale di Conference              |
| 2010-11  | E       | Avangard Omsk      | 54   | 118   | Sconfitta in semifinale di Conference          |
| 2011-12  | E       | Traktor Čeljabinsk | 54   | 114   | Sconfitta in finale di Conference              |
| 2012-13  | W       | SKA Pietroburgo    | 52   | 115   | Sconfitta in finale di Conference              |
| 2013-14  | W       | Dinamo Mosca       | 54   | 115   | Sconfitta nei quarti di Conference             |
| 2014-15  | W       | CSKA Mosca         | 60   | 139   | Sconfitta in finale di Conference              |
| 2015-16  | W       | CSKA Mosca         | 60   | 127   | Sconfitta in finale                            |
| 2016-17  | W       | CSKA Mosca         | 60   | 137   | Sconfitta in semifinale di Conference          |
| 2017-18  | W       | SKA Pietroburgo    | 56   | 138   | Sconfitta in finale di Conference              |
| 2018-19  | W       | CSKA Mosca         | 62   | 106   | Vince la Coppa Gagarin                         |
| 2019-20  | W       | CSKA Mosca         | 62   | 94    | Non terminata causa della pandemia di COVID-19 |
| 2020-21  | W       | CSKA Mosca         | 60   | 91    | Sconfitta in finale                            |

## Vittorie per squadra
| Squadra            | Titoli | Stagioni                                                         |
| ------------------ | ------ | ---------------------------------------------------------------- |
| CSKA Mosca         | 6      | 2014-2015, 2015-2016, 2016-2017, 2018-2019, 2019-2020, 2020-2021 |
| SKA Pietroburgo    | 2      | 2012-2013, 2017-2018                                             |
| Salavat Julaev     | 1      | 2009-2010                                                        |
| Avangard Omsk      | 1      | 2010-2011                                                        |
| Traktor Čeljabinsk | 1      | 2011-2012                                                        |